# Klipptoppen
Klipptoppen var ett humorprogram i vilket programledaren Ralf Gyllenhammar bland annat skämtade med människor i Stockholm, oftast filmade med dolda kameror. "Gallup" var en del i programmet där Gyllenhammar är ute på stan och ställer udda frågor till folk, vilka är kopplade till roliga klipp från 80- och 90-talet.
Topplistan visade klipp som laddats upp på Aftonbladets sajt mittklipp.se. I varje program korades en vinnare som fick en Ipod.
Programmet sändes på Aftonbladets kanal, TV7. Gick i 2 säsonger.